# Oxid lutecitý
Oxid lutecitý (Lu2O3) je oxidem lutecia, které je v něm přítomno v oxidačním stavu III.

## Použití
Oxid lutecitý se někdy používá na výrobu speciálních druhů skel.